# Iván de la Peña
Iván de la Peña López (Santander, 1976. május 6. –) spanyol válogatott labdarúgó, jelenleg az RCD Espanyol középpályása.